# Лемер, Анри
Филипп Жозеф Анри Лемер (фр. Philippe Joseph Henri Lemaire; 9 января 1798[…], Валансьен — 2 августа 1880[…], Париж) — французский скульптор.

## Биография
Родился в 1798 году в Валансьене. Сперва учился в Академии художеств родного города, параллельно подрабатывая клерком в нотариальной и лотерейной конторах. Затем, получив стипендию за отличия в учёбе, за счёт этих средств отправился в Париж, где с 1816 года обучался в Высшей школе изящных искусств в мастерской Пьера Картелье.
В 1819 году Лемер получил Римскую премию второй степени за работу «Раненый Эней, исцеленный Венерой», а в 1821 году — премию первой степени за барельеф, изображающий Александра Македонского, благодаря чему получил возможность следующие несколько лет провести в Риме (по условиям премии).
После возвращения во Францию, в 1827 году дебютировал на ежегодном Парижском салоне, и в дальнейшем выставлялся там регулярно.
В 1834 году стал кавалером, а в 1843 году — офицером ордена Почётного легиона.
В 1845 году стал академиком (действительным членом) Академии изящных искусств, а в 1856 году — профессором скульптуры в Высшей школе изящных искусств вместо скончавшегося незадолго перед этим Давида д’Анже (так как к этому времени Лемер уже был академиком, кресло Давида д’Анже в Академии занял Жале).
В 1852 году был избран депутатом в нижнюю палату французского парламента от Валансьена и заседал там вплоть до 1863 года, поддерживая режим Второй империи. Свою работу в парламенте совмещал с творческой и преподавательской деятельностью.
Скончался в 1880 году в Париже, но похоронен был в Валансьене, на кладбище Святого Роха.

## Галерея

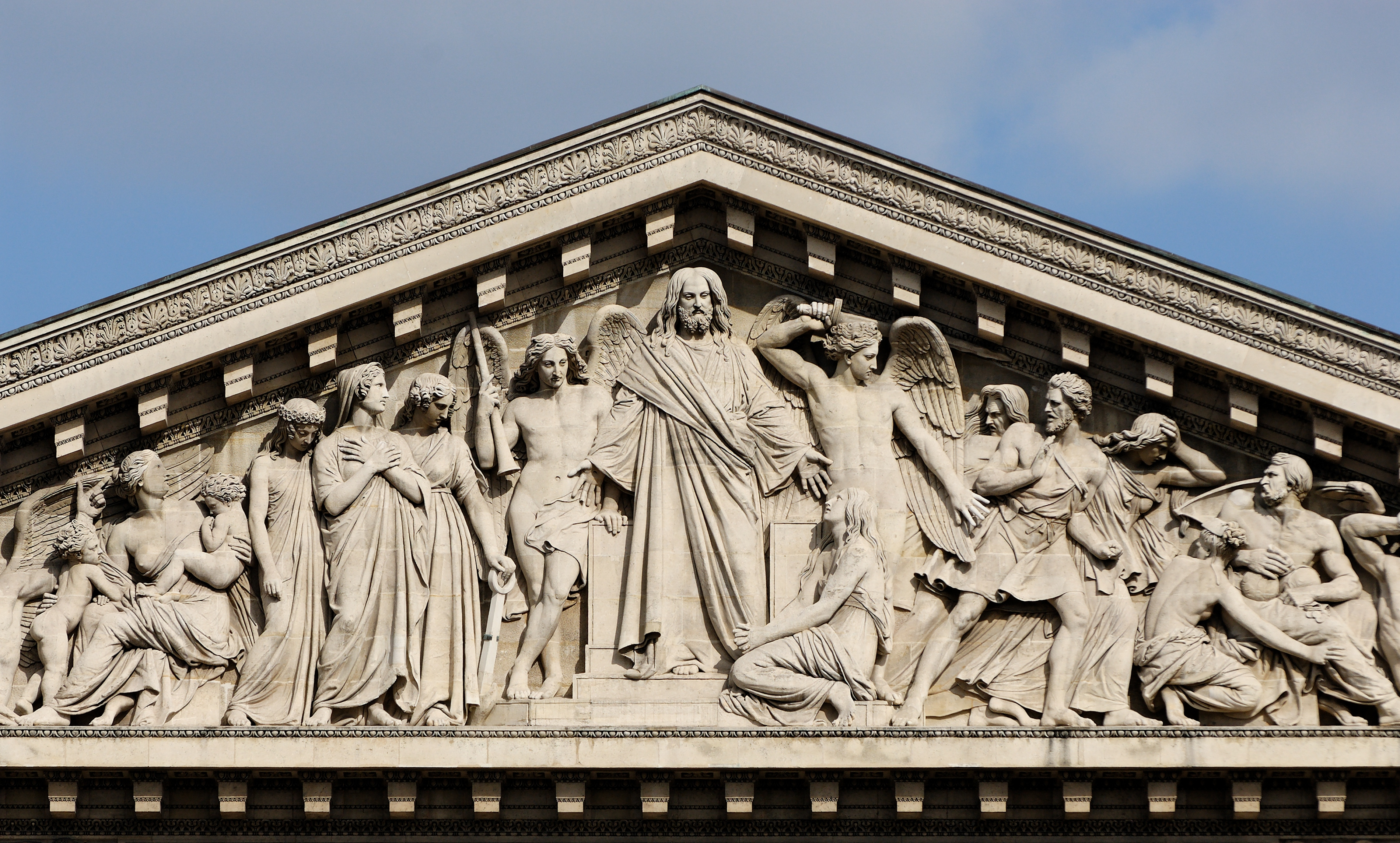
Страшный суд (фрагмент), 1827, фронтон церкви Мадлен, Париж
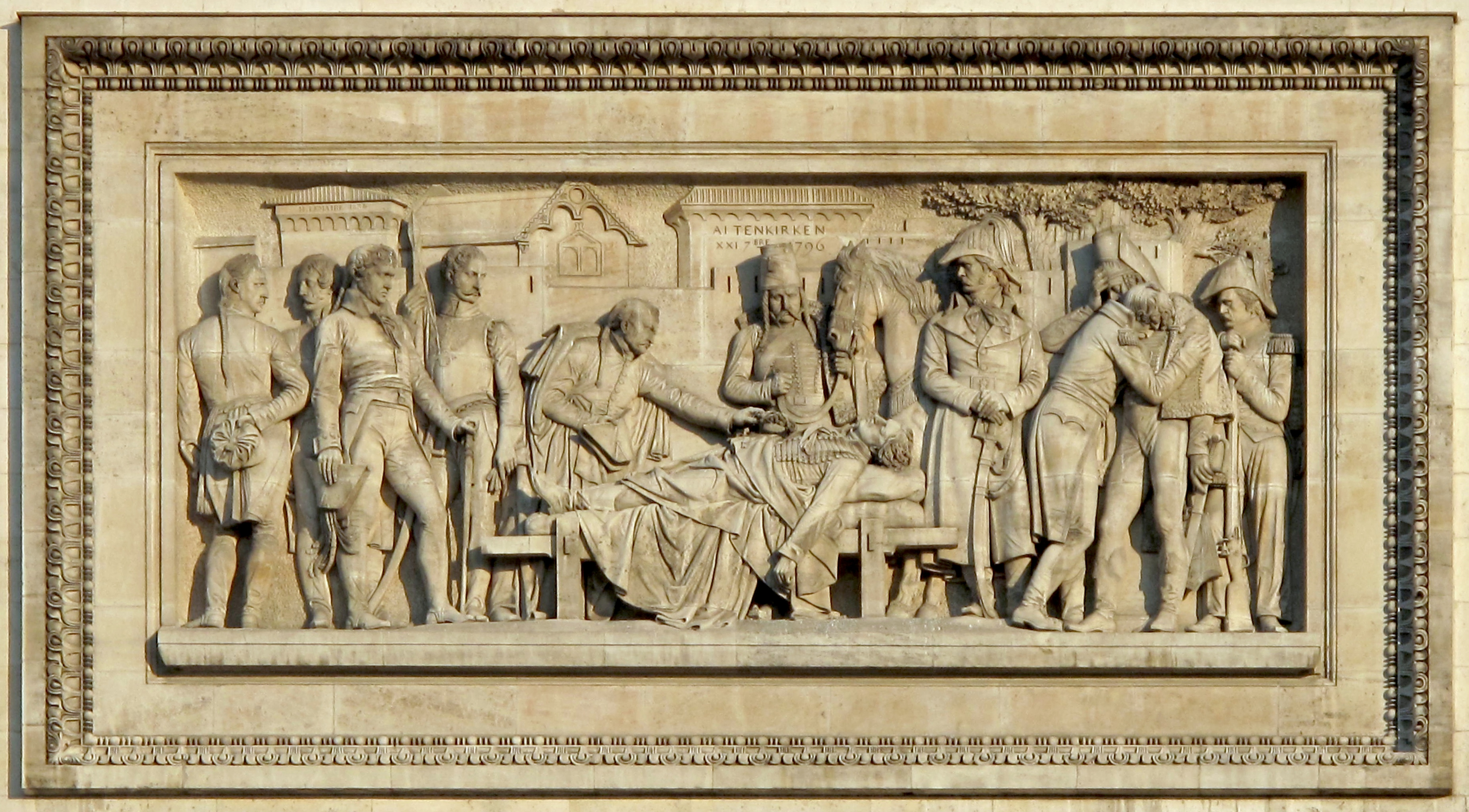
Похороны генерала Марсо, 1833, барельеф на Триумфальной арке, Париж
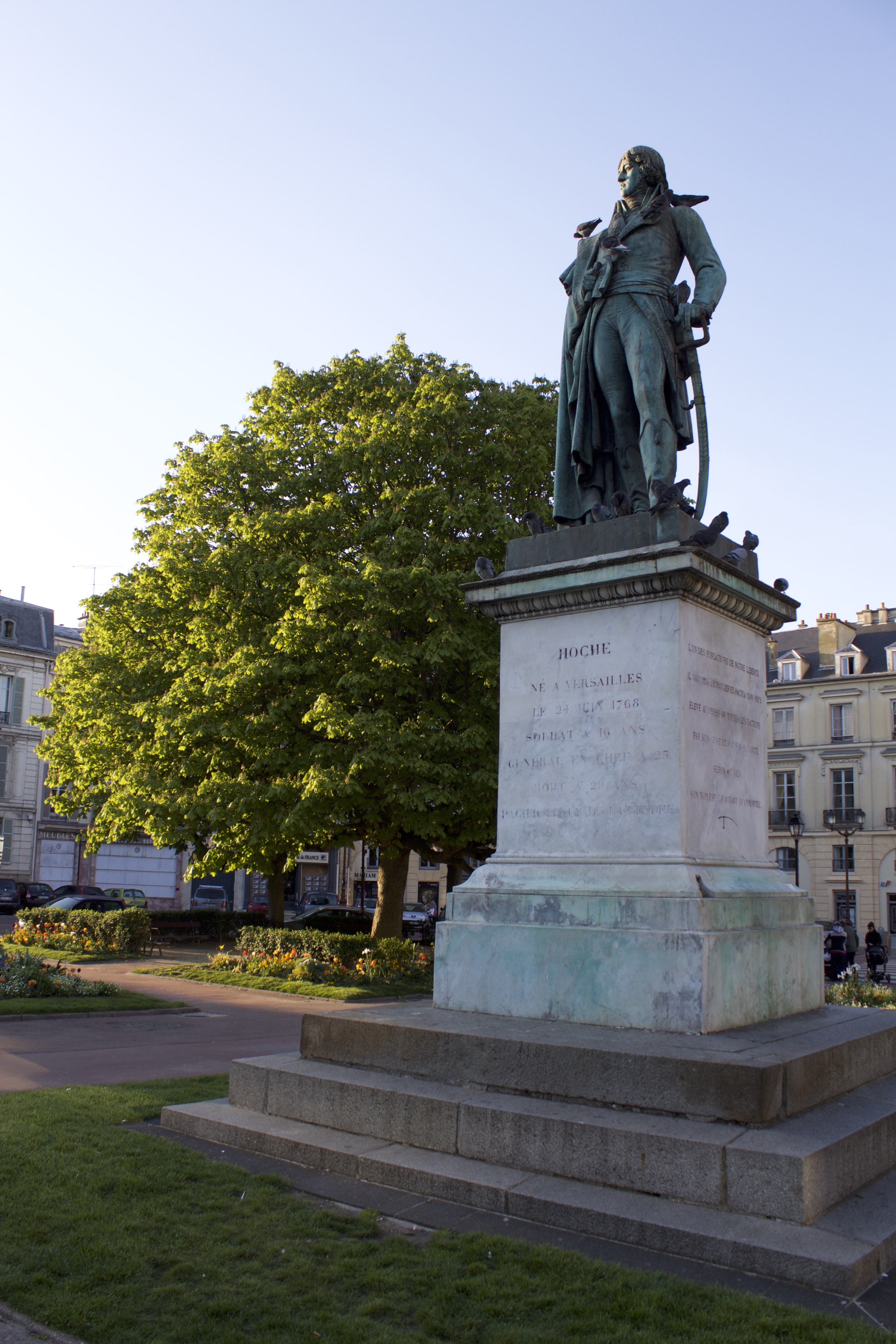
Памятник генералу Гошу (1836), Площадь Гоша, Версаль
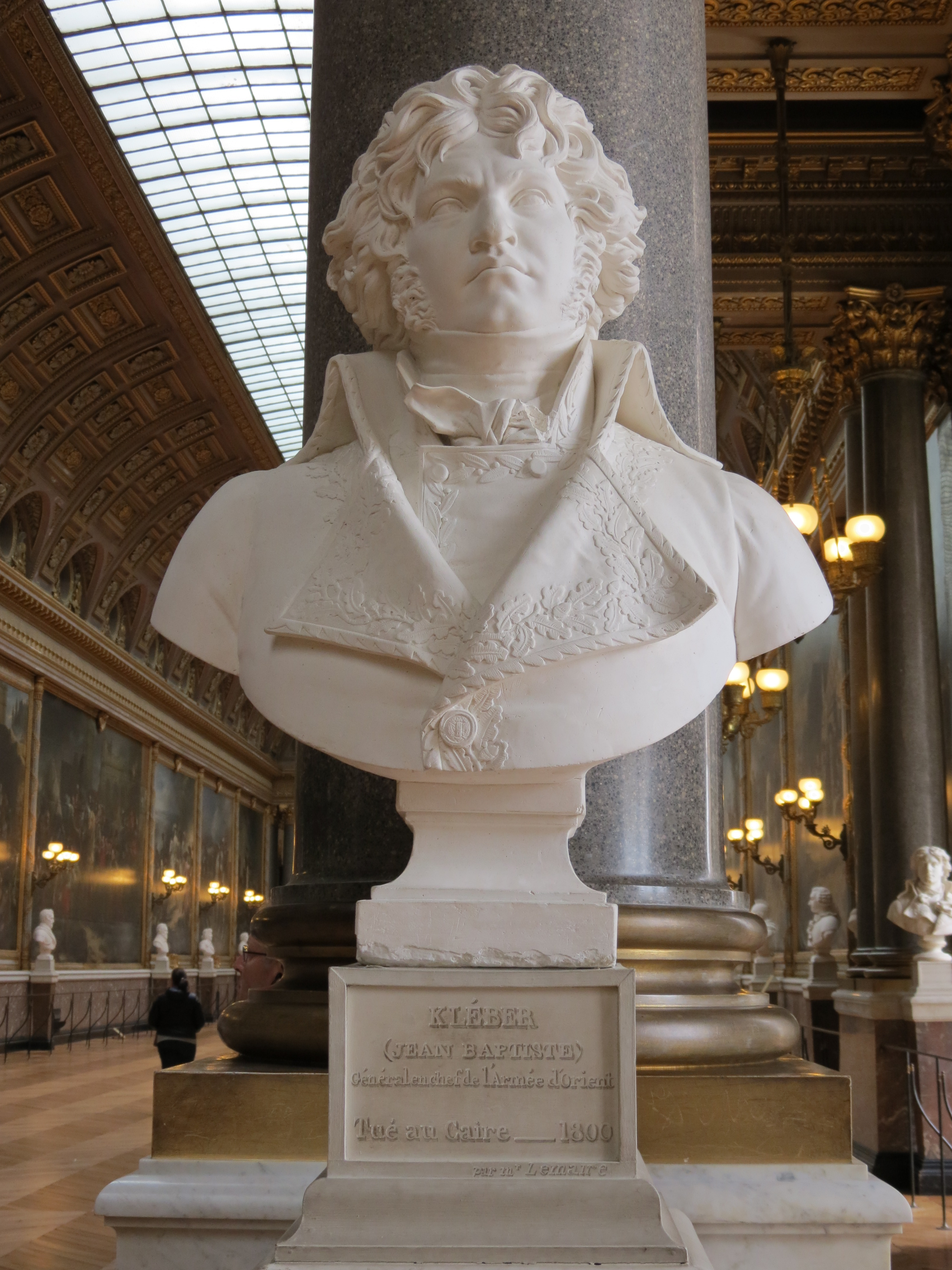
Бюст генерала Жана-Батиста Клебера (1839), Версальский дворец
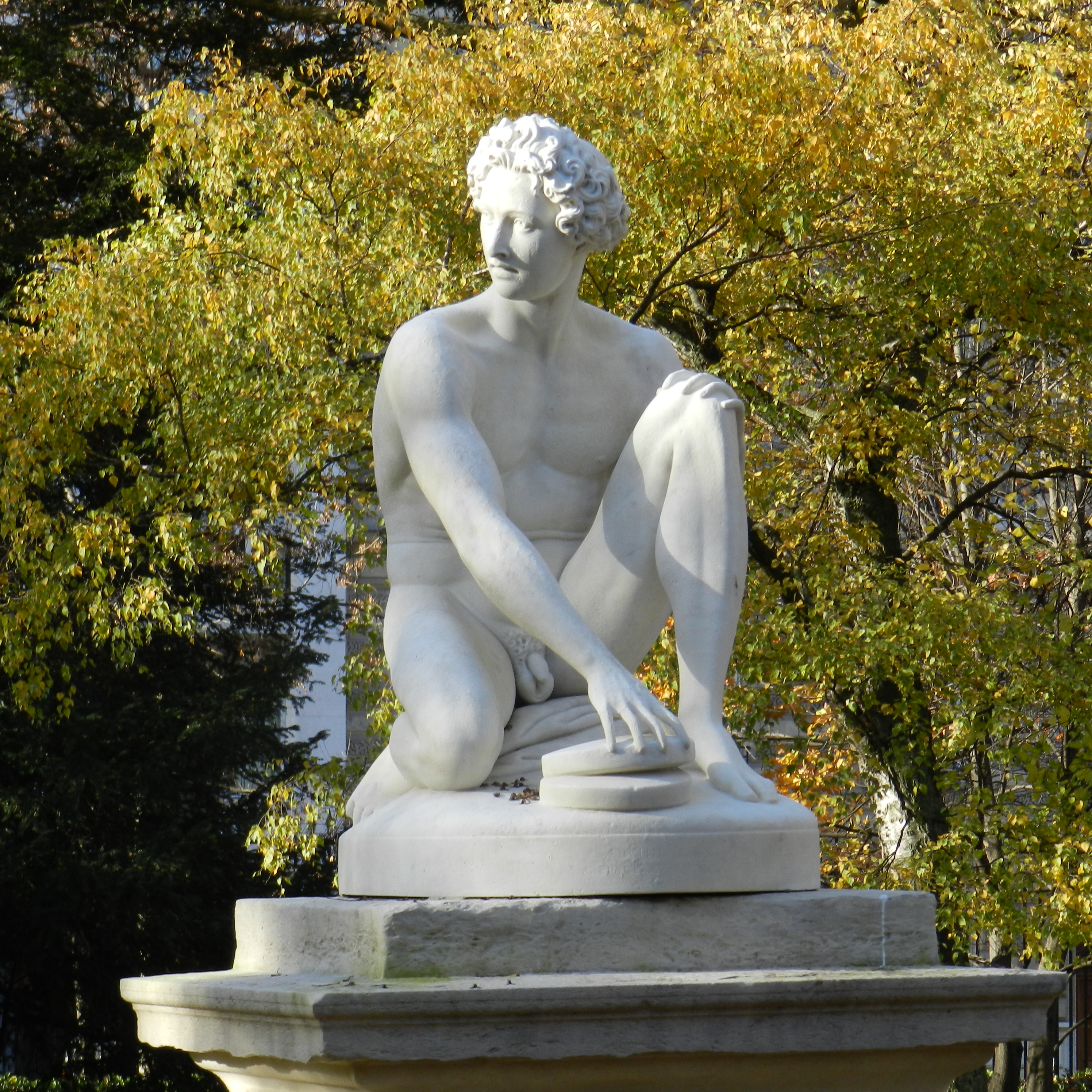
Античный атлет готовится метать диск (1847), Люксембургский сад, Париж
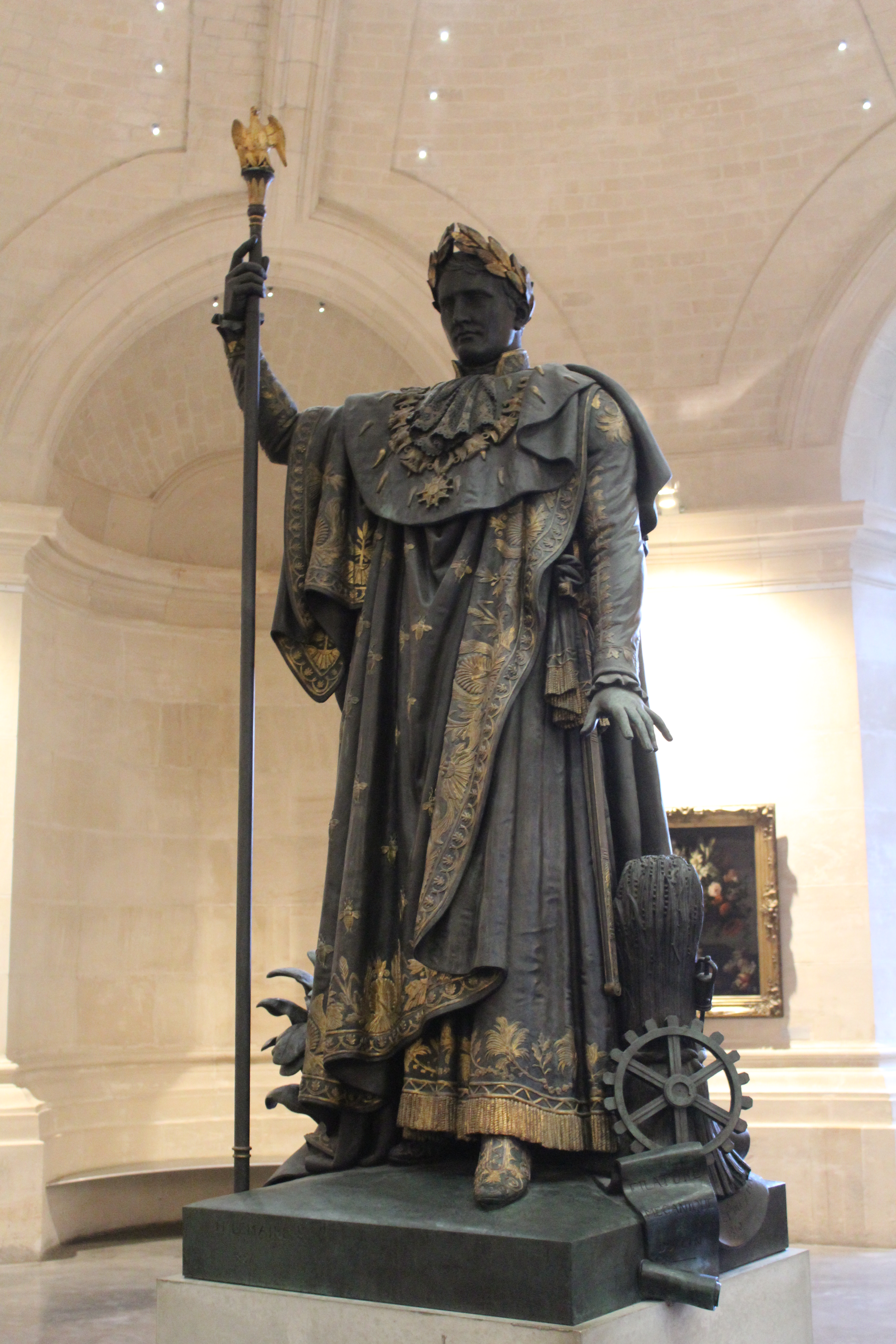
Наполеон  I (1854), Дворец изящных искусств (Лилль)
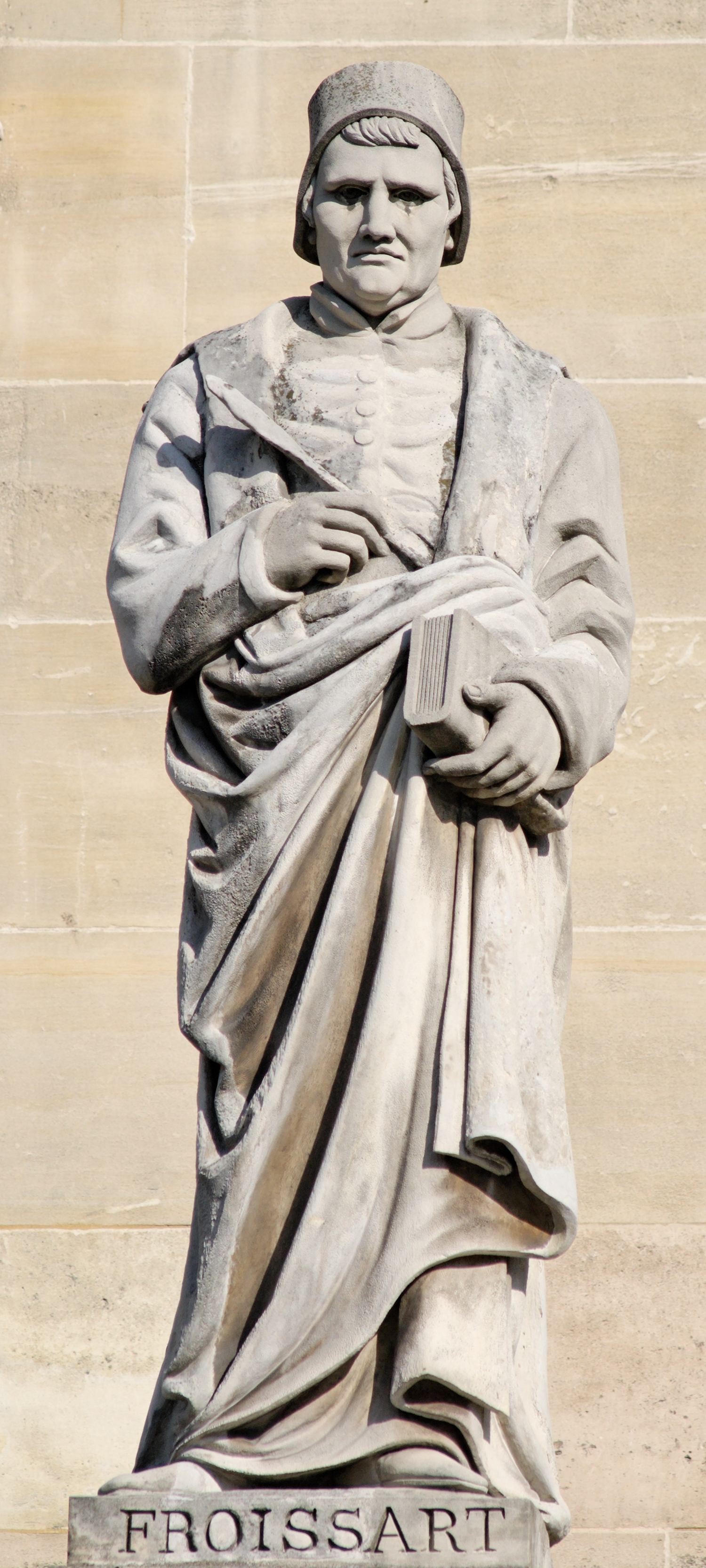
Жан Фруассар (1857), Лувр (фасад)
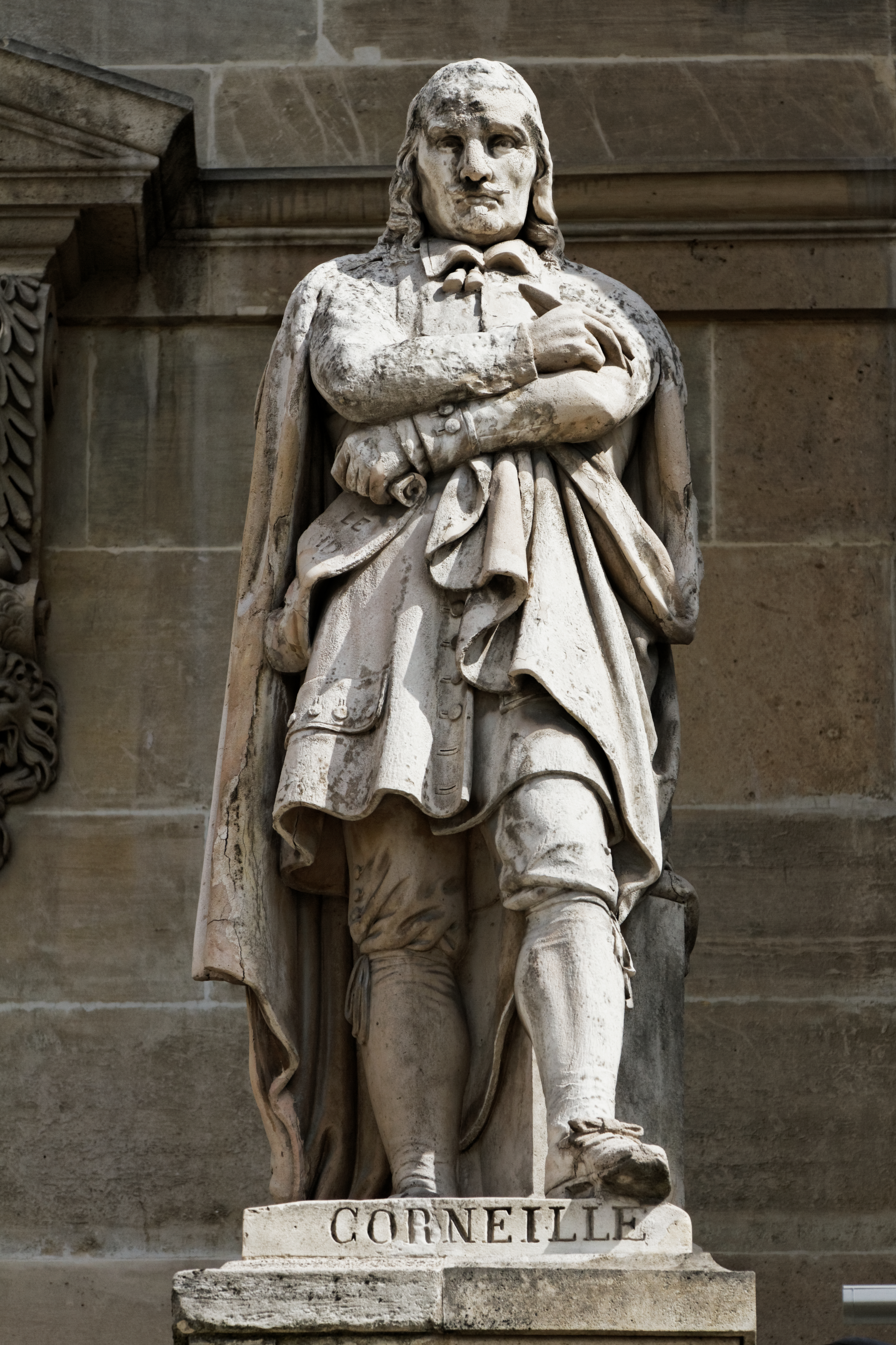
Корнель (1857), Лувр (фасад)